# Bodies Bodies Bodies
Bodies Bodies Bodies is een Amerikaanse satirische horrorfilm uit 2022, geregisseerd door Halina Reijn.

## Verhaal
Sophie begon onlangs met Bee te daten. Ze rijden samen naar een feest georganiseerd door Sophie's beste vriend, David. Het landgoed van de familie David, met zijn vorstelijke hoofdhuis, is omgeven door een groot bosrijk gebied. Bee is nerveus, maar haar vriend belooft haar dat iedereen daar haar aardig zal vinden. Haar vrienden en die van David zijn, vriendin Emma, Jordan en Alice, die haar eigen podcast runt en haar iets oudere minnaar Greg meebracht, die ze via Tinder leerde kennen.
Ze vermaken zich nog steeds samen bij het zwembad, maar als er een storm losbarst, moeten ze noodgedwongen naar binnen. Terwijl de anderen champagne en een paar shots drinken, houdt Sophie de alcohol in. Ze besluiten hun favoriete spel Bodies Bodies Bodies te spelen met vrij eenvoudige regels. Eén speler wordt aangewezen als de moordenaar die, nadat het licht is gedoofd, een slachtoffer kiest door hem op de schouder te kloppen. De vermoorde persoon moet op de grond liggen en dood spelen terwijl alle anderen proberen te raden wie de moordenaar is.

## Rolverdeling
| Acteur            | Personage |
| ----------------- | --------- |
| Amandla Stenberg  | Sophie    |
| Maria Bakalova    | Bee       |
| Myha'la Herrold   | Jordan    |
| Chase Sui Wonders | Emma      |
| Rachel Sennott    | Alice     |
| Lee Pace          | Greg      |
| Pete Davidson     | David     |
| Conner O'Malley   | Max       |

## Productie
In maart 2018 verwierf A24 Bodies Bodies Bodies, een spec-script geschreven door Kristen Roupenian. In september 2019 werd aangekondigd dat Chloe Okuno de film zou regisseren en herschrijven. In april 2021 werd aangekondigd dat Amandla Stenberg en Maria Bakalova zich bij de cast van de film hadden gevoegd, terwijl Pete Davidson en Myha'la Herrold in gesprek waren om mee te doen. Bakalova zei dat ze bang was om in een horrorfilm te spelen, bang was om ernaar te kijken, maar wist dat A24-films dieper gingen; ze zei dat de film was "meer als een R-rated (16 jaar en ouder) comedy".
In mei 2021 voegden Lee Pace, Rachel Sennott, Chase Sui Wonders en Conner O'Malley zich bij de cast van de film en Davidson en Herrold bevestigden de hoofdrol. De opnames begonnen in mei 2021. Op 11 maart 2022 werd bekendgemaakt dat Rich Vreeland, beter bekend als Disasterpeace verantwoordelijk is voor de filmmuziek. De muziek van Vreeland werd op 10 augustus 2022 uitgebracht op een soundtrackalbum.

## Release
De film ging in première op 14 maart 2022 op het festival South by Southwest. De film werd door A24 op 5 augustus 2022 in de bioscopen in de Verenigde Staten uitgebracht. Stage 6 Films zal de film internationaal distribueren.

## Ontvangst
De film ontving over het algemeen gunstige recensies van critici. Op Rotten Tomatoes heeft Bodies Bodies Bodies een waarde van 85% en een gemiddelde score van 7,10/10, gebaseerd op 194 recensies. Op Metacritic heeft de film een gemiddelde score van 70/100, gebaseerd op 42 recensies.